# Vartofta-Åsaka distrikt
Vartofta-Åsaka distrikt är ett distrikt i Falköpings kommun och Västra Götalands län.
Distriktet ligger sydost om Falköping.

## Tidigare administrativ tillhörighet
Distriktet inrättades 2016 och utgörs av socknen Vartofta-Åsaka i Falköpings kommun.
Området motsvarar den omfattning Vartofta-Åsaka församling hade vid årsskiftet 1999/2000.